# Ellatodon
Ellatodon is een geslacht van rechtvleugeligen uit de familie sabelsprinkhanen (Tettigoniidae). De wetenschappelijke naam van dit geslacht is voor het eerst geldig gepubliceerd in 1927 door Caudell.

## Soorten
Het geslacht Ellatodon  is monotypisch en omvat slechts de volgende soort:
- Ellatodon blanchardi (Brongniart, 1890)